# Districtul Faro
Districtul Faro (portugheză Distrito de Faro) este un district în sudul Portugaliei, cu reședința în Faro. Are o populație de 395 208 locuitori și suprafață de 4 960 km².

## Municipii
- Albufeira
- Alcoutim
- Aljezur
- Castro Marim
- Faro
- Lagoa
- Lagos
- Loulé
- Monchique
- Olhão
- Portimão
- São Brás de Alportel
- Silves
- Tavira
- Vila do Bispo
- Vila Real de Santo António